# Markské hrabství
Markské hrabství  neboli Hrabství Mark (německy Grafschaft Mark, francouzsky Comté de La Marck), v češtině také jako Hrabství Marka, byl drobný německý stát Svaté říše římské v oblasti Porúří v severním Porýní-Vestfálsku v době 12. až 19. století. Hrabství náleželo k Dolnorýnsko-vestfálskému kraji. Hlavním městem bylo Hamm. Stát se rozkládal na obou březích řeky Rúr s přilehlým území mezi řekami Lippe a Agger.
Z vestfálské šlechty byla zdejší hrabata jedna z nejmocnějších a nejvlivnějších v celé Svaté říši římské. Jméno Mark se připomíná v dnešním okrese Märkischer Kreis jižně od Porúří v Severním Porýní-Vestfálsku v Německu. Severní část (severně od řeky Lippe) se stále nazývá Hohe Mark („Vyšší Marka“), zatím co dřívější „Dolní Marka“ mezi Porúřím a řekou Lippe je z větší části zahrnuta v současné oblasti Porúří.